# Frei Paulo
Frei Paulo é um município brasileiro do estado de Sergipe, localizado na parte agreste do estado na Microrregião de Carira.
Frei Paulo apresentou um crescimento populacional de apenas 5,23% entre 1940 e 2022. No estado de Sergipe, o município encontra-se na posição 41 no índice IDH médio, segundo dados do Programa das Nações Unidas para o Desenvolvimento.

## História
Em meados da década de 1860, o Bispo e membros religiosos de Itabaiana, convidaram o missionário capuchinho Frei Paulo de Casa Nova (algumas fontes informam Paulo Antônio Casanova ou Paulo Antônio Damele de Casanova di Rovegno: Gênova, 1 de dezembro de 1813 - Salvador, 30 de janeiro de 1891.) para celebrar missas na cidade. Aceitando a proposta, Casa Nova trouxe consigo o Frei Davi de Umbértide e ambos passaram a ministrar os serviços religiosos na região. Após uma missa realizada na localidade de "Chã de Jenipapo", Casa Nova descobriu um amplo planalto desabitado e como tinha a intenção de abrir uma nova missão cristã, articulou, com autoridades locais, a viabilidade de seu projeto. Com a ajuda dos capitães José Alves Teixeira e Antônio Telles de Góes, fincou a primeira pedra da igreja, chamada de Igreja de São Paulo, no dia 25 de janeiro de 1868.
Depois de algum tempo isolada, alguns moradores começaram a fixar residência ao lado da igreja. Com a ajuda de Antônio Teixeira, Lourenço da Rocha Travassos e Tomaz de Aquino e Silva, houve o crescimento populacional do arraial e no momento em que já contava com 100 residências construídas, tornou-se um distrito de Itabaiana em 19 de abril de 1886 por decreto provincial do então presidente Manuel José de Araújo Góis. Nesta data, o novo distrito foi batizado de "São Paulo".
Com início da República do Brasil, foi elevada a categoria de Vila na data de seu 22° aniversário de fundação, em 25 de janeiro de 1890, quando foi desmembrado de Itabaiana.
A emancipação política da então vila de São Paulo só ocorreu em 23 de outubro de 1920, quando foi elevada a condição de Município. Em 2 de março de 1938, a cidade é rebatizada para "Frei Paulo" em homenagem ao seu fundador e em dezembro de 1943, a distrito sede da cidade foi rebatizado de São Paulo para Frei Paulo.
Durante o período da Republica velha e até o inicio do Estado Novo, Frei Paulo teve 18 interventores. Em 1938, Napoleão Emygdio da Costa foi indicado como o primeiro prefeito da cidade. Em 1947, Izauro Soares foi o primeiro prefeito eleito do município.
Em 10 de Fevereiro de 1990 Nasce a Rádio Educadora de Frei Paulo AM 1440 KHz. Localizada na Av. José da Cunha, Frei Paulo, Sergipe. A primeira e única Rádio do Município. E em 25 de Agosto de 2018, A Educadora conclui o processo de migração para Frequência Modulada (FM). Agora, Localizada na Av. Napoleão Emygdio da Costa, 25, Frei Paulo, Sergipe. Operando agora em 89.5 MHz. 

## Geografia
Localiza-se a uma latitude 10º32'58" sul e a uma longitude 37º32'04" oeste, estando a uma altitude de 272 metros. Sua população estimada em 2018 era de 15.283 habitantes, segundo informações do IBGE. Possui uma área de 400,363 km².

### Povoados
Os povoados no município de Frei Paulo são: Alagadiço, Mocambo, Coité dos Borges, Barro Branco, Serra Redonda, Catuabo, Selão, Pé de Serra, Areias, Cambranganza, Serras Preta  e Saquinho.

## Esporte
No futebol, a cidade conta com o Paulistano Futebol Clube (PFC), fundado em março de 1923. O PFC nunca profissionalizou-se e foi campeão em 1978 do campeonato estadual de futebol amador.